# Cycnidolon trituberculatum
Cycnidolon trituberculatum là một loài bọ cánh cứng trong họ Cerambycidae.